# Деро
Деро́ (исп. Daireaux) — город в Аргентине в провинции Буэнос-Айрес. Административный центр одноимённого муниципалитета — партидо.
Население составляет 12 122 человек (по состоянию на 2010 год), площадь — около 15 км². На окраине города расположен индустриальный парк.

## История
Своим названием город обязан Эми́лю Оноре́ Деро́, — французскому юристу, литератору, предпринимателю и общественному деятелю, большую часть жизни проведшему в Аргентине и приобретшему в конце XIX века значительные участки земли на соответствующей территории провинции Буэнос-Айрес, представлявшей интерес для развития сельского хозяйства.
Первые постоянные жилые строения возникли здесь в 1885 году. Однако активное хозяйственное освоение этой местности началось только после проведения через неё железной дороги, связавшей её с Буэнос-Айресом, и открытия здесь в ноябре 1899 года железнодорожной станции, земля под которую была выкуплена железнодорожной компанией у Деро.
Формирование поселения городского типа было связано прежде всего с деятельностью Па́бло Гулье́ри, — плантатора и скотопромышленника итальянского происхождения, обосновавшегося здесь в 1902 году. Гульери был приобретен участок земли площадью полтора гектара в нынешней городской черте, а также крупные сельскохозяйственные угодья в округе. В течение нескольких лет им было налажено масштабное выращивание зерновых культур, построено несколько свиноферм и предприятий мясопереработки. Их успешная работа обеспечила приток трудоспособного населения, а также налаживание экономических связей со столицей и другими близлежащими городами. Вскоре здесь было построено большое количество жилых домов, несколько гостиниц и торговых заведений. Первым каменным строением в поселении стал дом самого Гульери.
5 июля 1910 года Деро был официально зарегистрирован в статусе города — центра муниципалитета Касе́рос (исп. Caseros). В следующем году Гульери покинул эти места, однако налаженная под его руководством сельскохозяйственная, промышленная и коммерческая деятельность продолжала достаточно динамично развиваться. Это в дальнейшем обеспечило стабильный рост городского населения, в первую очередь за счёт недавних иммигрантов из европейских стран.
В 1963 году муниципалитет, административным центром которого является город, также получил название Деро.

## Население и административное положение
Население города, по состоянию на 2010 год, составляет 12 122 человека. Темпы демографического роста — около 1,1 % в год: так, в 1991 году численность местных жителей составляла 9 830 человек, в 2001 году — 10 932 человек. Большинство горожан являются потомками европейских поселенцев, обосновавшихся здесь в начале XX века.
Город находится на территории провинции Буэнос-Айрес и является административным центром одноимённого муниципалитета — партидо (исп. partido), особой низовой административно-территориальной единицы, имеющейся только в этой провинции страны. В состав муниципалитета, помимо самого Деро, входит ещё два населённых пункта городского типа и два сельских поселения, совокупное население которых почти вчетверо меньше населения административного центра.

## Физико-географическая характеристика
Город находится центральной части Аргентины примерно в 400 км к юго-западу от столицы страны. Расположен в равнинной местности среди пампасов. Перепады высот в городской черте незначительны, средняя высота территории над уровнем моря составляет 112 метров.
Климат субтропический, разница между дневной и ночной температурой достаточно ощутимая. Самый теплый месяц — январь (средняя дневная температура +31 °C, ночная +16 °C), самый холодный — июль (средняя дневная температура +14 °C, ночная +2 °C). Среднегодовая норма атмосферных осадков — около 1000 мм.
Город имеет площадь около 15 км². Вытянут с юго-запада на северо-восток — длина в этом направлении составляет около 8 км. Имеет достаточно чёткую ортогональную планировку.

## Социально-экономическая и транспортная инфраструктура
На западной окраине города находится созданный в 2005 году индустриальный парк площадью 21 гектар, в котором расположена значительная часть из 27 промышленных предприятий, насчитывающихся на территории муниципалитета.
Имеется больница, колледж, школы различного уровня. Водопроводом обеспечены жилища 95 % горожан, канализацией — 85 % горожан, газоснабжением — 65 % горожан.
Функционируют железнодорожная станция, автовокзал и аэродром c тремя взлетно-посадочными полосами, обслуживающий лёгкие воздушные суда с максимальной взлетной массой не более 5700 кг. Асфальтовое покрытие имеет 70 % городских дорог.